# Oratorio del Crocifisso del Lume al Pratello
L'oratorio del Crocifisso del Lume al Pratello si trova a Bagno a Ripoli, in provincia di Firenze, in via del Crocifisso del Lume presso l'incrocio con via del Pian di Ripoli.

## Storia e descrizione
La famiglia Nasi, proprietaria della vicina villa del Pratello, trasformò in oratorio un tabernacolo molto venerato. In seguito, passate le proprietà ai Capponi, la cappellina fu ulteriormente ampliata e arricchita di elementi architettonici e decorativi di gusto barocco, tra cui una cupoletta particolarmente elegante.
Gli atti delle visite pastorali riferiscono che all'interno l'immagine affrescata del Crocifisso veniva scoperta ai fedeli in occasione della processione del 3 maggio, festa della Santa Croce, durante la quale dalla pieve di San Pietro vi si trasportavano le sacre reliquie insieme alle famose primizie del Pian di Ripoli.